# Celidomphax prolongata
Celidomphax prolongata là một loài bướm đêm trong họ Geometridae.